# Landtag von Istrien
Der Landtag von Istrien (ital. Dieta dell'Istria) war der Landtag des Kronlandes Istrien im Kaisertum Österreich und Österreich-Ungarn zwischen 1861 und 1918.

## Geschichte

### Vorgeschichte
1849 wurde die 1816 eingerichtete Verwaltungseinheit Königreich Illyrien aufgelöst, zu der auch Istrien gehörte. Die Halbinsel bildete nun als Markgrafschaft Istrien mit Triest und seinem Umland sowie mit Görz und Gradisca das Kronland Österreichisches Küstenland (Litorale) mit einem k.k. Statthalter in Triest.

### Gründung des Landtags
Die Februarverfassung von 1861 sah für das gesamte Österreichische Küstenland nur eine Landesordnung vor. Nachdem der Stadt Triest aber bereits 1850 der Status eines eigenen Landes und ihr damit die Errichtung eines Landtages zuerkannt worden war, erhielten auch Görz und Istrien vollkommen getrennte Landesvertretungen. Es blieben der gemeinsame k.k. Statthalter für das österreichisch-illirische Küstenland in Triest und das gemeinsame Landesgesetzblatt (nicht gemeinsame Gesetze, nur gemeinsame Veröffentlichung) bis 1918 erhalten. Sitz der neuen Provinzregierung und des Landtags Istriens wurde Parenzo.
Die Landtagswahlordnung sah zunächst 30 Abgeordnete vor, davon waren drei vom Statthalter ernannte Virilstimmen, die keiner Wahl unterlagen. Aus den Städten, Märkten und Industrieorten Istriens wurden sechs Wahlbezirke gebildet, die jeweils einen Abgeordneten delegierten. Zudem bildete die Handels- und Gewerbekammer Rovigni einen Wahlkörper, der zwei Abgeordnete wählte. Aus den Landgemeinden wurde pro Bezirk ein Wahlbezirk gebildet, in dem die Wahlberechtigten zwei Abgeordnete bestimmten. Die Wahlberechtigten des Großen Grundbesitzes wurden in einem Wahlbezirk zusammengefasst, aus dem fünf Abgeordnete gewählt wurden.
Siehe auch: Liste der Landtagswahlbezirke in der Markgrafschaft Istrien

### Geschichte bis 1918
Die erste Versammlung wurde gleich wieder aufgelöst, die Delegierten ausgetauscht. Als 1867 Österreich-Ungarn als Doppelmonarchie entstand, kam die Markgrafschaft Istrien als Teil Cisleithaniens an Österreich.
Im Jahr 1870 kam es zu einer ersten Änderung der Wahlbezirke. Die Anzahl der Wahlbezirke der Städte, Märkte und Industrialorte erhöhte sich von 8 auf 11, wodurch sich die Gesamtzahl der Abgeordneten des Landtags von 30 auf 33 erhöhte.
Zu einer letztmaligen Änderung der Wahlbezirke kam es 1908, als die Allgemeine Wählerklasse in den österreichischen Landtagen eingeführt wurde. Während die Anzahl der drei Virilstimmen, der fünf Vertreter des Großen Grundbesitzes sowie der beiden Abgeordneten der Handels- und Gewerbekammer unverändert blieben, erhöhte sich durch die Reform die Anzahl der Abgeordneten der Städte, Märkte und Industrialorte von 11 auf 14 und jene der Abgeordneten der Landgemeinden von 12 auf 15. Hinzu kamen die acht Abgeordneten der allgemeinen Wählerklasse.
Durch auf Männer beschränktes Zensuswahlrecht und eine die Gemeinden der Westküste begünstigende Wahlkreiseinteilung erlangten bei den Wahlen italienischsprachige Istrianer, wenn auch verteilt auf verschiedene Listen, bis zum Ende des Landtags die Mehrheit der Abgeordneten. Die Ortsnamen in Istrien amtlich wurden deshalb stets in ihrer italienischen Version genannt. In Italien kamen Gruppen auf, die die „Rückgewinnung“ Istriens verlangten. Im Gegenzug nahm der Einfluss kroatischer Abgeordneter zu. Ante Dukić aus Kastavia wurde 1889 zum Vizepräsidenten des Landtags ernannt. Die Sitzungen fanden an verschiedenen Orten statt und waren auch eine Folge der zunehmenden Konfrontation der verschiedenen politischen und nationalen Lager in der Provinz. Nach einer hitzigen Sitzung am 18. Oktober 1910, in der es um die Deckung des Defizits der Ersten Istrischen Landesausstellung in Koper in jenem Jahr ging, wurden die Sitzungen des Landtags ausgesetzt.
Vom Ersten Weltkrieg blieb Istrien zuerst noch verschont. Nach der Kriegserklärung Italiens an Österreich-Ungarn vom 23. Mai 1915 wurde auch das Kronland Istrien zu einem Kriegsschauplatz der Italienfront. In Istrien wurde eine Militärregierung eingesetzt und der Landtag am 3. April 1916 aufgelöst.
Mit dem Ende Österreich-Ungarns am 31. Oktober 1918 trat die istrische Landesregierung zurück und übergab die Macht an lokale Volkskomitees der italienischen Minderheit im westlichen Istrien. Truppen der königlich italienischen Armee besetzten Istrien. Es kam durch den Vertrag von Saint-Germain 1919 als Teil der Region Julisch Venetien zu Italien.

## Organisation
Der Landtag verfügte über das Recht, Gesetze zum Schulwesen, zur Sozialfürsorge und zu wirtschaftlichen Themen zu erlassen. Die Gesetze bedurften der kaiserlichen Genehmigung („Sanktion“), die über den gemeinsamen k.k. Statthalter für das österreichisch-illirische Küstenland in Triest einzuholen war, und der Kundmachung im Landesgesetzblatt, um gültig zu sein.
Der Landtag wählte aus seiner Mitte den Landesausschuss als Regierung des Kronlandes. Der Landesausschuss stand unter dem Vorsitz des vom Kaiser ernannten Landtagsvorsitzenden. Ihm stand der k.k. Landeschef (der gemeinsame k.k. Statthalter in Triest) als Vertreter des Kaisers und der k.k. Regierung in Wien gegenüber.